# Саввин, Василий Нестерович
Василий Нестерович Саввин (30 апреля 1939, Добрино, Воронежская область — 24 февраля 2020, Санкт-Петербург) — советский и российский военачальник, последний командующий внутренними войсками МВД СССР и первый командующий внутренними войсками МВД России. Генерал-полковник (1991).

## Биография
Из крестьянской семьи. Отец погиб в 1941 году на фронте Великой Отечественной войны. Окончил 7 классов школы, затем работал в колхозе и учился в вечерней школе.
С 1956 года на службе в МВД СССР. Окончил Орджоникидзевское военное училище МВД СССР имени С. М. Кирова (1959, с отличием), Военную академию имени М. В. Фрунзе (1967, с отличием).
В 1959—1964 годах — командир взвода и роты во внутренних войсках МВД СССР. После окончания академии, с 1967 года — командир батальона ВВ МВД в Ленинграде, с 1969 — начальник штаба полка ВВ (Мурманск), с 1972 года — командир 590-го конвойного полка ВВ (Ленинград), с 1975 — начальник штаба 91-й конвойной дивизии ВВ (Иркутск). С 1979 года — начальник штаба (Новосибирск), с 1985 года — начальник Управления ВВ МВД СССР по Западной Сибири (Новосибирск).
С 1987 года — начальник Управления ВВ МВД СССР по Северо-Западу и Прибалтике. С 21 сентября 1991 года — командующий Внутренними войсками МВД СССР. С 29 января 1992 года — командующий Внутренними войсками МВД России. В конце октября 1992 года прибыл в зону осетино-ингушского межнационального конфликта вместе с вице-премьером Правительства России Хижа Г. С., председателем Государственного комитета Российской Федерации по делам гражданской обороны, чрезвычайным ситуациям и ликвидации последствий стихийных бедствий Шойгу С. К., его заместителем генерал-полковником Филатовым Г. В., был назначен начальником штаба руководства силами по поддержанию режима чрезвычайного положения в зоне конфликта.

Могила В. Н. Саввина на Серафимовском кладбище Санкт-Петербурга

23 декабря 1992 года снят с должности. По воспоминаниям генерала А. С. Куликова, это произошло после того, как министр обороны П. С. Грачёв на совещании после доклада В. Н. Саввина о ситуации в зоне осетино-ингушского конфликта публично обвинил Саввина в незнании обстановки и некомпетентности. По мнению Шойгу и генерала Филатова, кровопролитие достигло больших масштабов именно из-за задержки принятия В. Н. Саввиным решения о вводе внутренних войск в зону конфликта, при этом сам он считал что напротив, его действия предотвратили ещё большее кровопролитие.
После нахождения в распоряжении Министра внутренних дел РФ уволен с военной службы 24 августа 1993 года.
Член КПСС с 1961 по 1991 годы.
Похоронен в Санкт-Петербурге на Серафимовском кладбище.

## Награды
- орден Красной Звезды
- орден «За службу Родине в Вооружённых Силах СССР» III степени
- медали

## Воинские звания
- полковник (1977)
- генерал-майор (18.02.1983)
- генерал-лейтенант (05.05.1988)
- генерал-полковник (24.12.1991)